# Elena Panțuroiu
Elena Andreea Panțuroiu (24 de febrero de 1995) es una deportista de Rumania que compite en atletismo. Ganó una medalla de plata en el Campeonato Europeo de Atletismo por Equipos de 2019, en la prueba de triple salto.